# Shoulao

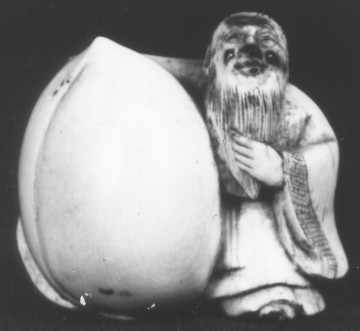
Rzeźba netsuke przedstawiająca bóstwo Shouxing, 1 poł. XIX wieku, Muzeum Azji i Pacyfiku w Warszawie

Shoulao (chin. trad. 壽老, chin. upr. 寿老, pinyin Shòulǎo) lub Shouxing (chin. trad. 壽星, chin. upr. 寿星, pinyin Shòuxīng) – w mitologii chińskiej bóg długowieczności, zaliczany do triady Fu Lu Shou.
W ikonografii przedstawiany jest jako dobroduszny starzec z wysokim guzowatym czołem, łysą głową i długą brodą. W jednej ręce trzyma laskę, a w drugiej brzoskwinię. Na niektórych wizerunkach przedstawiany jest na grzbiecie czarnego byka lub cętkowanego jelenia, a także w otoczeniu żurawi lub pośród uważanych za symbol długowieczności grzybów lingzhi.
Obrazkami z wizerunkiem Shoulao obdarowywano ludzi starych, życząc im w ten sposób długiego życia.
W taoizmie Shoulao czczony jest pod imieniem Shouxing jako jeden z triady gwiezdnych bóstw i uważany za ducha bieguna południowego, gdzie mieszka w pałacu otoczonym wielkim ogrodem. Utożsamia się go niekiedy z Laozi.